# جوان مارتينيز (لاعب كرة قدم مواليد 2007)
جوان مارتينيز لوزانو (وُلد 20 أغسطس 2007) لاعب كرة قدم إسبانيا يلعب في قلب دفاع مع ريال مدريد.

## النشأة
وُلِد في عام 2007 في إسبانيا. يعتبر اللاعب الإسباني الدولي سيرجيو راموس قدوته في كرة القدم.

## حياته الشخصية
لديه أخ أكبر سنًا. ووالده يعمل كمُعالج طبيعي.